# OLiS
OLiS er den officielle hitliste for de bedst sælgende musikalbum i Polen. Hitlisten udkom første gang den 23. oktober 2000, og administreres af Związek Producentów Audio Video (ZPAV).
På vegne af ZPAV indhenter The Pentor Institute salgstal fra i alt 233 salgssteder i landet. 227 fysiske butikker, to at landets største internet butikker, samt fire store supermarkeder aflevere hver uge salgstal til videre bearbejdning. 